# Буцхрикидзе, Вахтанг
Вахтанг «Вахо» Буцхрикидзе  (груз. ვახტანგ [ვახო] ბუცხრიკიძე) (род. 28 сентября 1970, Тбилиси) ― грузинский экономист, бизнесмен и генеральный директор «TBC Bank», который является лидером в банковской сфере Грузии. Пришел в банк в 1993 году, был назначен на должность главного исполнительного директора TBC в 1995 году и остается на этой должности с момента своего назначения.

## Биография
Вахтанг Буцхрикидзе родился 28 сентября 1970 года в Тбилиси, Грузинская ССР, Советский Союз. В 1987 году поступил на экономический факультет Тбилисского государственного университета, который окончил в 1992 году, получив диплом по специальности «Экономист». После этого поступил в аспирантуру Института экономики Академии наук Грузии. Буцхрикидзе также получил степень MBA в Европейской школе менеджмента в Тбилиси в 2001 году.

## Карьера
В начале своей карьеры Вахтанг Буцхрикидзе работал младшим специалистом Института экономики Национальной академии наук Грузии. Вахтанг Буцхрикидзе пришел в TBC Bank в качестве старшего менеджера кредитного департамента в 1993 году и был избран заместителем председателя правления в 1994 году. Он стал председателем правления в 1996 году. С 1998 года он занимал должность генерального директора «TBC Bank» и возглавлял ряд отделов банка.
Вахтанг Буцхрикидзе также является членом наблюдательного совета Ассоциации банков Грузии и является председателем финансового комитета Бизнес-ассоциации Республики Грузия. С 2011 года он также занимал должность члена Наблюдательного совета Партнерского фонда Грузии.
В 2016 году Вахтанг Буцхрикидзе приступил к работе в Деловом совете «Visa» для Центральной и Восточной Европы, Ближнего Востока и Африки (CEMEA).